# Archivo Histórico de Avilés
El Archivo Histórico de Avilés está situado en el municipio de Avilés, Principado de Asturias (España).

## Contenido
El archivo ocupa el edificio rehabilitado del Palacio de Valdecarzana en Avilés.
El archivo alberga numerosos documentos relacionados con la villa de los que cabe destacar noventa y seis pergaminos antiguos que van desde el año 1155 en el que está fechado el fuero de Avilés y el año 1498 en el que está fechada una Bula Papal de Alejandro VI.
Otros documentos que se custodian en el archivo son los libros de acuerdos municipales desde el año 1479, declaraciones de hidalguías y diferentes Reales Provisiones desde los Reyes Católicos.